# NGC 456
NGC 456 là một tinh vân với cụm sao phân tán nằm trong chòm sao Đỗ Quyên. Nó được James Dunlop phát hiện vào ngày 1 tháng 8 năm 1826. Nó được Dreyer mô tả là "khá mờ nhạt, khá lớn, tròn không đều, lốm đốm nhưng không thể phân giải, lớn nhất trong một vài [cụm sao]." 